# Greatest Hits: 1965-1992
Greatest Hits: 1965 – 1992 —en español: Grandes éxitos: 1965 – 1992— es un álbum recopilatorio de la artista estadounidense Cher.

## Información del álbum
Greatest Hits: 1965 – 1992 fue lanzado exclusivamente para el continente europeo el 9 de noviembre de 1992, a través de Geffen Records. En enero del año siguiente, llegó al mercado estadounidense por medio de importación. Este recopilatorio marcó el fin de la carrera musical de la artista con el sello Geffen, el cual había iniciado en 1987 con el álbum Cher y se había extendido hasta 1991, con el lanzamiento de Heart of Stone (1989) y Love Hurts (1991). Precisamente, Greatest Hits: 1965 – 1992 reúne tres canciones de estos álbumes, así como otros éxitos anteriores de la artista, como solista y con Sonny & Cher.
De la recopelación se extrajeron tres sencillos: una versión en vivo de «Many Rivers to Cross», original de Jimmy Cliff, una versión de «Oh No, Not My Baby», original de Maxine Brown, y la canción original «Whenever You're Near». Greatest Hits: 1965 – 1992 demostró ser exitoso, certificándose con varios discos de oro y platino en Europa y Oceanía, convirtiéndose en el álbum más vendido en la temporada navideña de Reino Unido en 1992, y registrando ventas por más de 2 millones de copias.

## Recepción crítica
Jose F. Promis, editor de Allmusic, calificó con tres de cinco estrellas a Greatest Hits: 1965 – 1992. Según él, la recopilación era un «tanto aleatoria [...] quizás, haberse enfocado exclusivamente en sus éxitos de rock hubiera sido mejor, porque incluir un par de viejas canciones resulta algo frustrante». También destacó la ausencia de «Half-Breed», lo cual según Promis, afectó el álbum.

## Lista de canciones
| N.º | Título                                        | Escritor(es)                        | Duración |  |
| 1.  | «Oh No Not My Baby»                           | Gerry Goffin, Carole King           | 3:12     |  |
| 2.  | «Whenever You're Near»                        | Jack Blades, Tommy Shaw             | 4:05     |  |
| 3.  | «Many Rivers to Cross» (En vivo en el Mirage) | Jimmy Cliff                         | 4:10     |  |
| 4.  | «Love and Understanding»                      | Diane Warren                        | 4:44     |  |
| 5.  | «Save Up All Your Tears»                      | Warren, Desmond Child               | 4:02     |  |
| 6.  | «The Shoop Shoop Song (It's in His Kiss)»     | Rudy Clark                          | 2:53     |  |
| 7.  | «If I Could Turn Back Time»                   | Warren                              | 4:03     |  |
| 8.  | «Just Like Jesse James»                       | Warren, Child                       | 4:07     |  |
| 9.  | «Heart of Stone»                              | Andy Hill, Pete Sinfield            | 4:20     |  |
| 10. | «I Found Someone»                             | Michael Bolton, Mark Mangold        | 3:46     |  |
| 11. | «We All Sleep Alone»                          | Jon Bon Jovi, Child, Richie Sambora | 3:54     |  |
| 12. | «Bang-Bang» (Versión de 1987)                 | Sonny Bono                          | 3:51     |  |
| 13. | «Dead Ringer for Love» (con Meat Loaf)        | Jim Steinman                        | 4:24     |  |
| 14. | «Dark Lady»                                   | Johnny Durrill                      | 3:29     |  |
| 15. | «Gypsys, Tramps & Thieves»                    | Bob Stone                           | 2:38     |  |
| 16. | «I Got You Babe» (Sonny & Cher)               | Bono                                | 3:09     |  |

## Posicionamiento en listas

### Semanales
| País          | Lista                       | Mejor posición |           |           |           |           |           |
| 1992/1993     | 1992/1993                   | 1992/1993      | 1992/1993 | 1992/1993 | 1992/1993 | 1992/1993 | 1992/1993 |
| ------------- | --------------------------- | -------------- | --------- | --------- | --------- | --------- | --------- |
| Alemania      | Media Control Charts        | 16             |           |           |           |           |           |
| Australia     | ARIA Charts                 | 48             |           |           |           |           |           |
| Austria       | Ö3 Austria Top 40           | 6              |           |           |           |           |           |
| Noruega       | Lista noruega desconocida   | 7              |           |           |           |           |           |
| Nueva Zelanda | RIANZ                       | 6              |           |           |           |           |           |
| Países Bajos  | MegaCharts                  | 41             |           |           |           |           |           |
| Reino Unido   | The Official Charts Company | 1              |           |           |           |           |           |
| Suecia        | Sverigetopplistan           | 6              |           |           |           |           |           |
| Suiza         | Hit Parade                  | 19             |           |           |           |           |           |
| 2009          |                             |                |           |           |           |           |           |
| Irlanda       | IRMA                        | 69             |           |           |           |           |           |

## Certificaciones
| País          | Organismo certificador | Certificación | Simbolización | Ventas certificadas |
| ------------- | ---------------------- | ------------- | ------------- | ------------------- |
| Alemania      | BVMI                   | Oro           | ●             | 250 000             |
| Austria       | IFPI — Austria         | Oro           | ●             | 25 000              |
| Noruega       | IFPI - Noruega         | Oro           | ●             | 25 000              |
| Nueva Zelanda | RIANZ                  | 4x Platino    | 4▲            | 60 000              |
| Reino Unido   | BPI                    | 3× Platino    | 3▲            | 900 000             |
| Suecia        | GLF                    | Platino       | ▲             | 100 000             |
| Suiza         | IFPI - Suiza           | Oro           | ●             | 25 000              |